# Lac Villenaud
Lac Villenaud är en sjö i Kanada.   Den ligger i regionen Saguenay–Lac-Saint-Jean och provinsen Québec, i den östra delen av landet, 700 km nordost om huvudstaden Ottawa. Lac Villenaud ligger 514 meter över havet. Arean är 8,3 kvadratkilometer. Den sträcker sig 9,1 kilometer i nord-sydlig riktning, och 2,9 kilometer i öst-västlig riktning.
I omgivningarna runt Lac Villenaud växer i huvudsak barrskog. Trakten runt Lac Villenaud är nära nog obefolkad, med mindre än två invånare per kvadratkilometer.